# Ndyakarika
Ndyakarika är ett periodiskt vattendrag i Burundi.   Det ligger i provinsen Makamba, i den södra delen av landet, 120 km söder om huvudstaden Bujumbura.
Omgivningarna runt Ndyakarika är en mosaik av jordbruksmark och naturlig växtlighet. Runt Ndyakarika är det ganska tätbefolkat, med 108 invånare per kvadratkilometer.